# Messier 55
Messier 55 (také M55 nebo NGC 6809) je kulová hvězdokupa v souhvězdí Střelce. Objevil ji Nicolas Louis de Lacaille 16. června 1752 a Charles Messier ji zapsal do svého katalogu roku 1778. Hvězdokupa je od Země vzdálená přibližně 17 600 ly
a kvůli své jižní poloze je ze střední Evropy jen těžko pozorovatelná.

## Pozorování

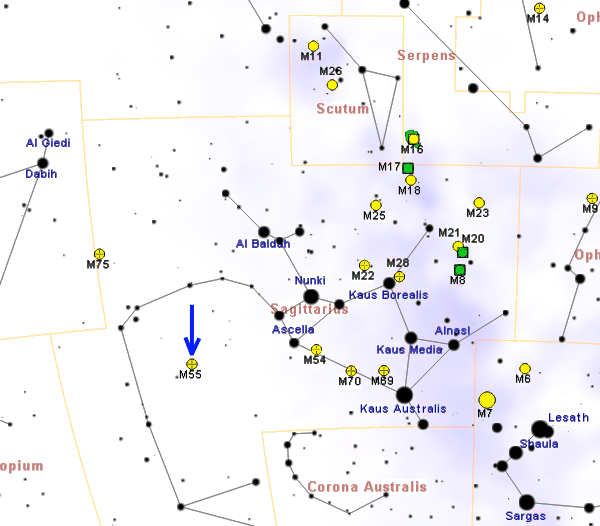
Poloha M 55 v souhvězdí Střelce.

Vyhledání hvězdokupy je poněkud obtížnější, protože leží osamocená daleko od jasných hvězd. Je možné ji najít přibližně 8° východně od hvězdy Ascella (ζ Sgr). Hvězdokupa je obtížně viditelná i triedrem 10x50, ale pouze za nejlepších atmosférických podmínek, jinak jsou k jejímu spatření nutné o trochu větší dalekohledy. Je obtížné ji rozložit na jednotlivé hvězdy a je k tomu zapotřebí větší dalekohled o průměru přinejmenším 300 či 350 mm.
M55 je možno jednoduše pozorovat z většiny obydlených oblastí Země, protože má dostatečně nízkou jižní deklinaci. Přesto není pozorovatelná v některých částech severní Evropy a Kanady, tedy blízko polárního kruhu, a ve střední Evropě zůstává velmi nízko nad obzorem. Na jižní polokouli je hvězdokupa dobře viditelná vysoko na obloze během jižních zimních nocí. Nejvhodnější období pro její pozorování na večerní obloze je od června do října.

## Historie pozorování
Hvězdokupu objevil Nicolas Louis de Lacaille 16. června 1752 při svém pobytu na mysu Dobré naděje a Charles Messier ji zapsal do katalogu v roce 1778 s tímto popisem: "mlhovina vypadající jako bělavá skvrna … zdá se, že neobsahuje hvězdy."

## Vlastnosti
M55 je od Země vzdálena 17 600 světelných let, takže její úhlová velikost 19' odpovídá skutečnému průměru přibližně 100 světelných let. Obsahuje velmi málo proměnných hvězd, pouze 5 nebo 6. Celková svítivost hvězdokupy je přibližně 100 000 svítivostí Slunce.
M55 patří mezi kulové hvězdokupy nejbližší k Zemi, na rozdíl od Messier 54, která leží 10° západně od ní a která naopak patří mezi nejvzdálenější hvězdokupy.